# Ángel Cofré
Ángel Martín Cofré Romero (* 11. Juli 1994 in San Bernardo) ist ein ehemaliger chilenischer Fußballspieler auf der Position eines Mittelfeldspielers.

## Karriere

### Verein
Ángel Cofré begann seine Profikarriere 2011 in der Copa Chile beim CD Cobreloa, für den er auch schon in der Jugend spielte und 2014 chilenischer Jugendfußballmeister wurde. 2015 bis 2016 wurde Cofré an Deportes Colchagua aus der Segunda División verliehen. 2017 lief sein Vertrag bei Cobreloa aus und er schloss sich Viertligist Estación Central an.

### Nationalmannschaft
Ángel Cofré spielte in den Jugendnationalmannschaften der U-15 und der Chile U-17. Für die U-15-Nationalmannschaft wurde er bei der U-15-Fußball-Südamerikameisterschaft 2009 und für die U-17-Nationalmannschaft bei den Südamerikaspielen 2010 nominiert.